# Amt Hohe Elbgeest
La comunità amministrativa di Hohe Elbgeest (Amt Hohe Elbgeest) si trova nel circondario del ducato di Lauenburg nello Schleswig-Holstein, in Germania.

## Suddivisione
Comprende 10 comuni, oltre al territorio extracomunale di Forstgutsbezirk Sachsenwald:
1. Aumühle (3 237)
2. Börnsen (4 783)
3. Dassendorf (3 418)
4. Escheburg (3 498)
5. Hamwarde (857)
6. Hohenhorn (556)
7. Kröppelshagen-Fahrendorf (1 349)
8. Wiershop (207)
9. Wohltorf (2 531)
10. Worth (175)

Il capoluogo è Dassendorf.
(Tra parentesi i dati della popolazione al 31 dicembre 2021)